# Chiara Dall'Ora
Chiara Dall'Ora est une joueuse italienne de volley-ball née le 11 janvier 1983 à Negrar. Elle mesure 1,87 m et joue au poste de centrale.

## Clubs
| Club                      | Pays   | De        | À         |
| ------------------------- | ------ | --------- | --------- |
| Cerea                     | Italie | 1999-2000 | 1999-2000 |
| Club Italia               | Italie | 2000-2001 | 2000-2001 |
| Litopat Sommacampagna     | Italie | 2001-2002 | 2001-2002 |
| Olympia Padova            | Italie | 2002-2003 | 2003-2004 |
| Megius Volley Club Padova | Italie | 2004-2005 | 2005-2006 |
| Scavolini Pesaro          | Italie | 2006-2007 | 2006-2007 |
| River Volley Piacenza     | Italie | 2007-2008 | 2010-2011 |
| Busto Arsizio             | Italie | 2011-2012 | 2011-2012 |
| Cuatto Giaveno Volley     | Italie | 2012-2013 | 2012-2013 |
| Volley Project Padova     | Italie | 2013-2014 | …         |

## Palmarès
- Coupe de la CEV (1)
  - Vainqueur :2012
- Championnat d'Italie (1)
  - Vainqueur : 2012
- Supercoupe d'Italie
  - Vainqueur : 2006
- Coupe d'Italie 
  - Vainqueur : 2012